# Efrat Gosh
Pour les articles homonymes, voir Gosh.
Efrat Gosh (hébreu : אפרת גוש) est une chanteuse israélienne, née le 3 novembre 1983 à Herzliya. 

## Biographie
Efrat Gosh naît à Herzliya, dans le centre d'Israël. Elle est scolarisée à la faculté de musique du lycée Alon de Ramat HaSharon, puis elle apprend le jazz à l'école Rimon de jazz et de musique contemporaine (en).
Elle cite Billie Holiday, Édith Piaf, Louis Armstrong et Charlie Parker parmi ses influences musicales.

## Carrière
Gosh commence sa carrière en enregistrant, avec Yoni Bloch (en), la démo d'une chanson écrite pour Nurit Galron. Une semaine plus tard, elle accepte d'être la voix de chœur dans les spectacles de Galron. Dans le public de Galron se trouve alors Chaim Shemesh (en), le directeur du département hébreu du label israélien NMC (en), qui signe un contrat avec Gosh.
En 2009, Gosh prête sa voix aux personnages de Zoe Drake et Foofa dans les dessins animés Dinosaur King et Yo Gabba Gabba. Elle participe également au doublage de la série d'animation Il était une fois… notre Terre.

## Discographie
- 2005 : Efrat Gosh (hébreu : אפרת גוש, Efrat Gosh)
- 2007 : The Forgiveness and me[3] (hébreu : הסליחה ואני, Ha-slicha ve-ani)
- 2010 : Ah ah ah love (hébreu : אה אה אה אהבה, Ah ah ah ahava)